# A Woman Under the Influence
A Woman Under the Influence is een Amerikaanse film uit 1974 van regisseur John Cassavetes.

## Verhaal
Mabel Longhetti (Gena Rowlands) is getrouwd met bouwvakker Nick (Peter Falk) en moeder van drie kinderen. Hoewel ze van elkaar houden lijdt hun huwelijk onder haar instabiel gedrag, zijn afstandelijkheid en hun onvermogen met elkaar te communiceren. Na een inzinking belandt Mabel in een psychiatrische inrichting. Na terugkomst blijkt ze nog even emotioneel ontspoord als voorheen.

## Rolverdeling
| Acteur               | Personage          |
| -------------------- | ------------------ |
| Gena Rowlands        | Mabel Longhetti    |
| Peter Falk           | Nick Longhetti     |
| Fred Draper          | George Mortensen   |
| Lady Rowlands        | Martha Mortensen   |
| Katherine Cassavetes | Margaret Longhetti |
| Matthew Laborteaux   | Angelo Longhetti   |
| Matthew Cassel       | Tony Longhetti     |
| Christina Grisanti   | Maria Longhetti    |

## Achtergrond
Aanvankelijk was Cassavetes van plan het script als toneelstuk op te voeren, maar aangezien het Rowlands te uitputtend leek de rol van Mabel herhaaldelijk te spelen, koos hij voor film.
Cassavetes wist na voltooiing van de film in eerste instantie geen distributiemaatschappij te interesseren. Pas op aandringen van mederegisseur Martin Scorsese werd de prent vertoond in bioscopen. 
In 1990 werd de film vanwege zijn culturele betekenis geselecteerd voor de National Film Registry.

## Onderscheidingen
Gena Rowlands kreeg voor haar rol een Golden Globe. Bovendien werd de film genomineerd voor twee Academy Awards voor Beste Actrice en Beste Regisseur. 